# A Song for XX
A song for XX är J-popsångerskan Ayumi Hamasakis debutalbum under skivbolaget avex trax. Albumet släpptes officiellt den 1 januari 1999 i Japan. 

## Låtlista
1. Prologue (1:25)
2. A song for XX (4:44)
3. Hana (4:07)
4. FRIEND (4:11)
5. FRIEND II (3:59)
6. Poker Face (4:41)
7. Wishing... (4:29)
8. YOU (4:46)
9. As if... (5:36)
10. POWDER SNOW (5:27)
11. Trust (4:48)
12. Depend on you (4:20)
13. SIGNAL (4:25)
14. from your letter (4:38)
15. For My Dear... (4:32)
16. present (4:30)

## Singlar
- Poker Face
- YOU
- Trust
- For My Dear...
- Depend on you